# Кузманович, Райко
Райко Кузманович (род. 1 декабря 1931, Челинац, Королевство Югославия) — сербский и боснийский учёный, академик и политик, председатель Академии наук и искусств Республики Сербской, президент Республики Сербской с 9 декабря 2007 по 15 ноября 2010 года.

## Биография
27 января 1997 года был выбран членом-корреспондентом Академии наук и искусств Республики Сербской, а 21 июня 2004 года — её постоянным членом.
Он был секретарем Отделения общественных наук и вице-президентом Академии наук и искусств Республики Сербской, и был избран её президентом в 2004 году. Рекомендации для его избрания на столь высокий пост дали многие известные сербские политологи и профессора права — Радомир Лукич, проф. Любомир Тадич и  проф. Милорад Экмечич.
Также является членом Международной академии гуманитарных и естественных наук (MAGEN) в Москве (постоянный член), Балканской академии культуры и искусств (BASE) в Софии с 2005 года (член-корреспондент) и Всемирной академии искусств и наук (WAAS), в Сан-Франциско с 2006 года (постоянный член).
В 2007 года был выбран президентом государственного образования в государстве Босния и Герцеговина — Республики Сербской. Награждён Орденом Республики Сербской в 2012 году. В 2024 году награждён сербским Сретенским орденом I степени.